# Carl Christersson Horn
Carl Christersson Horn af Åminne, född den 6 april 1598 på Vikhus, Rytterne socken, Västmanland, död den 10 februari 1638 på Kärkis, Uskela socken, Finland, var en svensk friherre och ämbetsman. Han var son till Krister Klasson Horn.

## Biografi
Horn blev student vid Uppsala universitet 1616 och vid Leidens universitet 1618. I Leiden utgav han Oratio panogyrica Regi Gustavo secundo scripta 1622. Horn blev vice president i Svea hovrätt 1633. Han blev begraven i Uppsala domkyrka.